# Велингтон Роча
Велингтон Роча (4. октобар 1990) бразилски је фудбалер.

## Репрезентација
За репрезентацију Источног Тимора дебитовао је 2012. године. За национални тим одиграо је 4 утакмице.

## Статистика
| Источни Тимор | Источни Тимор | Источни Тимор |
| Год.          | Ута.          | Гол.          |
| ------------- | ------------- | ------------- |
| 2012          | 4             | 0             |
| Укупно        | 4             | 0             |